# Вимислув (гміна Масловіце)
Вимислув (пол. Wymysłów) — село в Польщі, у гміні Масловиці Радомщанського повіту Лодзинського воєводства.
У 1975-1998 роках село належало до Пйотрковського воєводства.